# Iceberg A-74

Vêlage de A-74.

Le 26 février 2021 un gigantesque iceberg de quelque 1 270 km2, soit plus que la taille de l'agglomération parisienne, se détache du côté nord de la barrière de Brunt, une barrière de glace de 150 m d'épaisseur, à proximité de la base antarctique Halley administrée par le British Antarctic Survey (BAS).
Ce vêlage a été confirmé le 27 février via l'imagerie satellite de Sentinel-1A.
Au 28 février 2021, le nouvel iceberg se trouvait par 75° 13′ S, 25° 41′ O et mesurait à sa naissance 55,6 × 33,3 km (30 × 18 NM).
Cela faisait une dizaine d'années déjà que les chercheurs s'attendaient à un grand vêlage dans cette zone de la mer de Weddell. En novembre 2020 une nouvelle faille, le North Rift, s'était alors dirigée vers une autre grande faille éloignée de quelque 35 km, près du glacier Stancomb-Willsse se dirigeant vers le nord-est, parfois à la vitesse d'un kilomètre par jour.
Au matin du 26 février 2021, la faille s'est élargie de plusieurs centaines de mètres en quelques heures seulement libérant l'iceberg.
Conformément aux règles établies par le National Ice Center (NIC), il doit sa 1re lettre A au fait qu'il provient en Antarctique du 1er quadrant de 0° et 90° de longitude ouest (zone de la mer de Bellingshausen et de la mer de Weddell) et son numéro 74 car c'est le 74e iceberg suivi par le USNIC, mesurant plus de 10 milles marins (18,52 kilomètres) de longueur dans son plus grand axe.
Les chercheurs surveillaient la faille quotidiennement à l'aide de mesures GPS et d'images satellites depuis une dizaine d'années. Et en 2016, la base antarctique Halley avait même dû être déplacée vers l'intérieur des terres pour éviter tout problème aux chercheurs présents sur place.